# إشعياء 42

مخطوطة إشعياء العظيمة إحدى المخطوطات الكتابية التي عُثر عليها في خربة قمران والتي ترجع إلى القرن الثاني قبل الميلاد، وتحتوي على كل آيات هذا الأصحاح

إشعياء 42 هو أحد أصحاحات سفر إشعياء في الكتاب المقدس العبري والعهد القديم أحد قسمي الكتاب المقدس المسيحي. يحتوي هذا السفر على نبوءات منسوبة إلى النبي إشعياء، وهو جزء من أسفار الأنبياء. تُعرف الأصحاحات 40-55 باسم "تثنية إشعياء"، ويعود تاريخها إلى زمن السبي البابلي. يحتوي هذا الفصل على قصيدة تُعرف بأولى أغاني العبد [الإنجليزية] عن العبد، الذي يرى المعتقد اليهودي أن إشعياء يُعرّفه بأنه إما بني إسرائيل أنفسهم ((بالعبرية: אור לגויים‏)، أو "ليجوييم") أو قورش (على عكس ما يعتقده اليهود المسيحيين، وبالتالي من بعدهم المسيحيون الأمميون، وكذلك المسلمون).
ويرى علماء مثل جون جولدينجاي وجون بارتون وجون موديمان أيضًا وجهة نظر مفادها أن العهد القديم حدد عبد أغاني العبد بأنه بني إسرائيل في إشعياء 41: 8-9؛ وإشعياء 44: 1؛ 44: 21؛ وإشعياء 45: 4؛ وإشعياء 48: 20 وإشعياء 49: 3. كتب بارتون وموديمان أن فكرة "العبد" لعبت دورًا صغيرًا في الأصحاحات السابقة، حيث استخدمت لوصف ألياقيم في إشعياء 22: 20 وشخصية داود في إشعياء 37: 35، لكنها تأتّت الآن كوصف ذو أهمية أكبر، حيث استخدم الاسم أكثر من 20 مرة في الأصحاحات 40-55. ومن الواضح أن استخدامه في البداية كان مهمًا لتحديد المعنى الذي يجب أن نفهمه به، وهنا يتضح أن مجتمع إسرائيل/يعقوب وصفوا بذلك.

## النص
كُتب النص الأصلي كتب باللغة العبرية، وقُسّم هذا الأصحاح إلى 25 آية.

### شواهد نصية
وُجدت بعض المخطوطات القديمة التي تحتوي على نص هذا الأصحاح باللغة العبرية ضمن المخطوطات الماسورتية، التي من بينها مخطوطة القاهرة للأنبياء (895م)، ومخطوطة بطرسبورغ للأنبياء (916م)، ومخطوطة حلب (من القرن العاشر الميلادي)، ومخطوطة ليننغراد (1008م).
كما عُثر أجزاء من هذا الأصحاح ضمن مخطوطات البحر الميت (من القرن الثالث قبل الميلاد أو بعده)، وهي:
- مخطوطة إشعياء العظيمة: كاملًا
- المخطوطة 4QIsag (4Q61): تحتوي على الآيات 14‑25
- المخطوطة 4QIsah (4Q62): تحتوي على الآيات 2 و 4‑11
- المخطوطة 4QIsai (4Q62a): تحتوي على الآيات 4‑11

هناك أيضًا ترجمة إلى اللغة اليونانية الكوينية تُعرف باسم الترجمة السبعينية، ترجع إلى القرون القليلة قبل ميلاد المسيح. يتواجد من الترجمة السبعينية نسخ تشمل المخطوطة الفاتيكانية (B; {\displaystyle {\mathfrak {G}}}B; من القرن الرابع الميلادي) والمخطوطة السينائية (S; BHK: {\displaystyle {\mathfrak {G}}}S; من القرن الرابع الميلادي) والمخطوطة الإسكندرانية (A; {\displaystyle {\mathfrak {G}}}A; من القرن الخامس الميلادي) ومخطوطة مارشاليانوس (Q; {\displaystyle {\mathfrak {G}}}Q; من القرن السادس الميلادي).

## العهد الجديد
أشار إنجيل متى 12: 17-21 إلى الآيات 1-4 من الأصحاح 42 من سفر إشعياء للتدليل على تحقُّق نبوءات إشعياء من خلال حياة يسوع وعمله:
وتبعته جموع كثيرة فشفاهم جميعًا.
وأوصاهم أن لا يظهروه،
لكي يتم ما قيل بإشعياء النبي القائل:
«هوذا فتاي الذي اخترته، حبيبي الذي سُرّت به نفسي. أضع روحي عليه فيُخبر الأمم بالحق.
لا يخاصم ولا يصيح، ولا يسمع أحد في الشوارع صوته.
قصبة مرضوضة لا يقصف، وفتيلة مدخنة لا يطفئ، حتى يخرج الحق إلى النصرة.
وعلى اسمه يكون رجاء الأمم».متى 12: 15-21

## التفسير الإسلامي
يعتقد بعض المسلمين أن إشعياء 42 تنبأ بمجيء خادم مرتبط بقيدار، الابن الثاني لإسماعيل، والذي عاش حياته في شبه الجزيرة العربية. يذكر إشعياء 42 أيضًا أن أهل سالع (جبل بالقرب من المدينة المنورة حاليًا) كانوا "يترنّمون فرحًا"، و"من رؤوس الجبال يهتفوا"، ولذلك يفسرون هذا المقطع على أنه نبوءة بمحمد، وهجرته إلى المدينة المنورة. ورغم ذلك، هناك من يرجّح أن موقع سالع يشير إلى قرية السلع في أرض أدوم (الأردن الحالية).

## وصلات خارجية

### يهودية
- Isaiah 42: Hebrew with Parallel English

### مسيحية
- Isaiah 42 English Translation with Parallel Latin Vulgate
- Catholic Encyclopedia: Messiah
- Israel, the Suffering Servant نسخة محفوظة 2016-11-04 على موقع واي باك مشين.